# Stazione di Davos Wiesen
La stazione di Davos Wiesen, gestita dalla Ferrovia Retica è posta sulle linea Davos-Filisur.
È posta fuori dal centro abitato di Wiesen, nel cantone svizzero dei Grigioni.

## Storia
La stazione entrò in funzione nel 1909 insieme alla linea Davos-Filisur.